# Turmalina (Minas Gerais)
Pour les articles homonymes, voir Turmalina.
Turmalina est une municipalité brésilienne de l'État du Minas Gerais et la microrégion de Capelinha.